# Sinfonía n.º 3 (Szymanowski)
La Sinfonía n.º 3 en Si bemol mayor, op. 27, titulada Canto de la noche, es una obra del compositor polaco Karol Szymanowski (1882-1937), para coro y orquesta, con una parte solista para voz de tenor.
Fue compuesta entre 1914 y 1916, tras un periodo de viaje por Europa Oriental. Su texto cantado es un poema del místico persa del siglo XIII Yalal ad-Din Muhammad Rumi, traducido al polaco por el escritor Tadeusz Miciński, amigo del compositor. Canto de la noche evoca y celebra la belleza de la noche oriental. 
Considerada hoy día como una de las mejores obras de Szymanowski, dura alrededor de 24 minutos.

## Origen y estreno

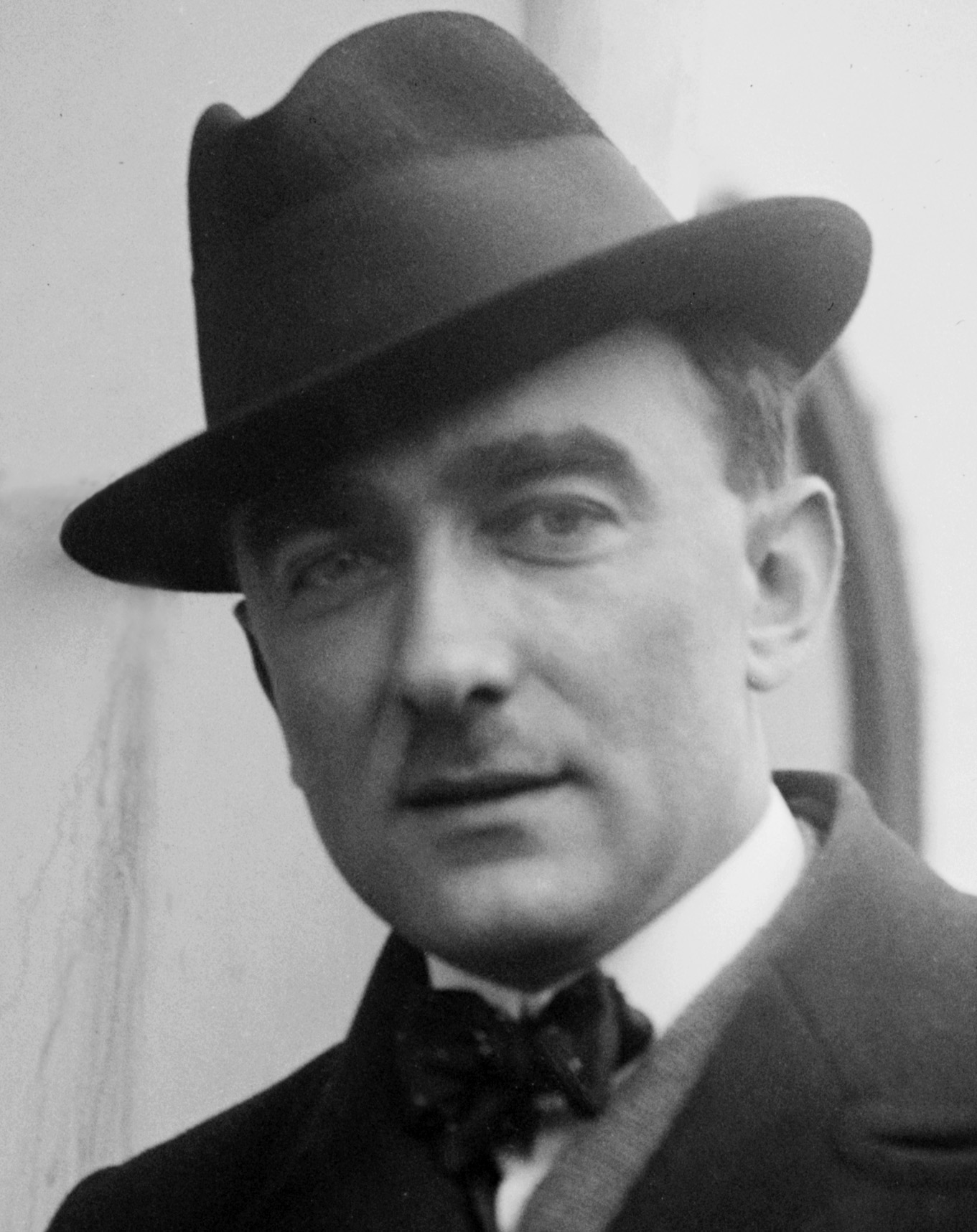
Karol Szymanowski.

Karol Szymanowski había pasado unas vacaciones en Sicilia y Argelia en marzo de 1914. Desde mayo de 1914 permaneció en París, donde presenció el estallido de la Primera Guerra Mundial en agosto. Regresó entonces a la finca de su familia en Timoshivka, entonces localidad del Imperio ruso, ahora ucraniana, donde comenzó a componer su tercera sinfonía dedicada a su madre, Anna Szymanowska, alrededor del otoño y la terminó en el verano de 1916.
El estreno previsto en San Petersburgo en 1916, bajo la dirección de Aleksandr Ziloti, tuvo que cancelarse debido a la guerra. Aunque el 24 de octubre de 1921 se interpretó una versión instrumental de la sinfonía en Londres, por su orquesta sinfónica bajo la dirección de Albert Coates, el estreno mundial completo, con coro y tenor solista no se produjo hasta el 3 de febrero de 1928 en Leópolis,  pero con la soprano solista Stanisława Korwin-Szymanowska (en lugar de un tenor solista como pedía el compositor), así como el coro y la orquesta bajo la dirección de Adam Sołtys. Ese mismo año se interpretó en Buenos Aires, bajo la dirección del polaco  Grzegorz Fitelberg, y en Nueva York, con el británico Leopold Stokowski.
Según otras fuentes, el estreno tuvo lugar en 1921 bajo la dirección de Emil Młynarski en Varsovia, y la primera interpretación completa se realizó en Boston en 1922.
La primera impresión de la Sinfonía n.º 3, op. 27 de Szymanowski fue publicada por Universal Edition en Viena en 1925.

## Posicionamiento
La sinfonía está influida por Tristán e Isolda, de Richard Wagner, y Szymanowski se inspira en el uso que Frédéric Chopin hace de la armonía cromática, como en sus nocturnos, para describir el carácter de la noche. Otra influencia es del poema sinfónico de Aleksandr Skriabin, Prometeo, del que la sinfonía deriva un aura mística, su diseño sinfónico de un solo movimiento, su coro (en parte) sin palabras, la gran orquesta, su órgano culminante y el uso del piano (aunque no como instrumento concertante, sino como elemento textural extremadamente importante). Una característica destacada de la obra es la formación por parte del compositor de voces melódicas únicas que se mueven independientemente unas de otras, de una manera que puede describirse como "polimelodía entretejida".
La obra se caracteriza por una armonía que se sale en gran medida de la tonalidad mayor-menor, que recuerda a los últimos impresionistas-simbolistas como Scriabin o Debussy, pero que permite progresiones melódicas de gran amplitud, algunas de ellas melismáticas y orientalizadas. Además, existe una polifonía compleja con frecuente simultaneidad de diferentes metros y ritmos, así como colores tonales impresionistas. Como impresión general, el también compositor Sorabji decía: "Toda la partitura brilla con un resplandor de color como una pintura persa o una alfombra de seda...".

## Forma
El ambiente del poema místico-panteísta, que glorifica la atmósfera misteriosa de la noche, determina también el curso de la sinfonía, de un solo movimiento pero en tres partes no numeradas, sin interrupción entre la primera y la segunda (attacca):
- Moderato assai

Comienza con una escala de tonos enteros sobre el do de órgano en pianissimo. En el tercer compás, los primeros violines entran con un tema cada vez más dominante, que prepara la entrada del tenor solista con los primeros versos del poema: "¡No duermas esta noche, compañero! ¡Tú eres el espíritu, nosotros estamos enfermos esta noche!". 
- Vivace scherzando (bar 128) - Allegretto tranquillo (bar 147)

Sigue a attacca, la interpretan solos la orquesta y el coro, que aquí sólo canta sin palabras. El violín solista desempeña un papel importante con un tema de danza. 
- Largo (bar 398)

Separada por una pausa, entra de nuevo el tenor solista con las palabras "Qué silencio, todo duerme". La música es llevada al clímax en un maestoso, antes de que la sinfonía se cierre en piano cuádruple, ampliando el material temático.